# Michael Llewelyn Davies

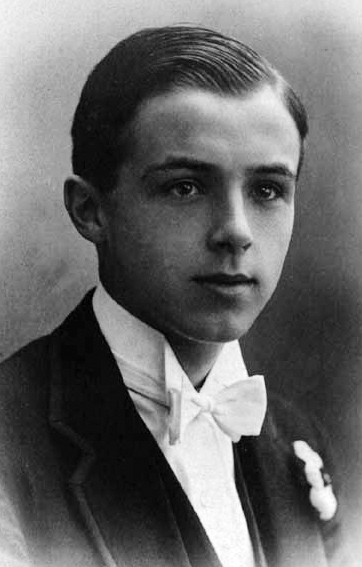
Davies en 1917, a la edad de 17 años.

Michael Llewelyn Davies (16 de junio de 1900 − 19 de mayo de 1921) fue un británico que, junto a sus cuatro hermanos, fue una inspiración para el escritor también británico, y padre adoptivo de los mismos, J.M. Barrie, para el personaje de Peter Pan. Murió en ambiguas circunstancias, ahogado, junto a su mejor amigo, Rupert Buxton, a los 20 años de edad. Era primo de la escritora Daphne du Maurier.

## Primeros años y Peter Pan

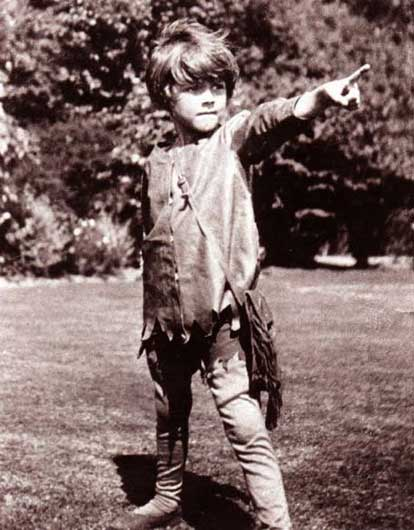
Michael Llewelyn Davies como Peter Pan, a los 6 años.

Davies fue el cuarto de cinco hijos de Arthur y Sylvia Llewelyn Davies. Nació tres años después de que Barrie se hiciera amigo de sus hermanos mayores y su madre en 1897. Él y su hermano mayor George eran los niños más cercanos a Barrie, y es ampliamente conocido como el individuo que más influyó en la representación de Peter Pan en la novela de 1911 basada en la obra teatral. Era un bebé cuando Barrie estaba escribiendo la primera aparición de Peter Pan como un recién nacido en The Little White Bird. Tenía cuatro años y medio cuando Peter Pan y Wendy debutó en diciembre de 1904. El invierno siguiente, estuvo enfermo durante varios meses, por lo que en febrero de 1906, Barrie y el productor Charles Frohman llevaron la escenografía y parte del elenco a la casa de la familia en Berkhamsted para interpretar la obra para él.
La estatua de Peter Pan, construida en secreto en abril de 1912, debía inspirarse en una fotografía de Michael a los seis años disfrazado del personaje, pero el escultor George Frampton se basó en otro niño como modelo, desilusionando a Barrie. "No muestra al diablo en Peter", dijo el escritor.
Barrie se convirtió en el cuidador de Davies y sus hermanos después de la muerte de su padre en 1907 y su madre en 1910. Davies y Barrie se mantuvieron muy unidos cuando Davies creció y se fue a la escuela, particularmente después de que su hermano mayor George muriera en combate en Flandes durante la Primera Guerra Mundial en 1915. Su hermano menor Nico más tarde describió a Michael y George como "los únicos", los chicos que más significaban para Barrie. Davies asistió a Eton College, donde tuvo dificultades para adaptarse a la vida lejos de su familia, e intercambió cartas diariamente con el "Tío Jim" Barrie. También sufría de pesadillas, que había experimentado desde la infancia. Sin embargo, hizo muchos amigos y se destacó en sus estudios, incluyendo arte y escritura de poesía, y fue generalmente descrito como un "chico brillante", uno destinado a grandes cosas.

## Vida adulta
Después de terminar en Eton, Davies asistió a Christ Church, Oxford, donde continuó carteándose regularmente con Barrie. Decidió brevemente estudiar arte en la Universidad de París, pero regresó a Oxford. Varios amigos de Eton se unieron a él allí, pero también se hizo muy cercano a Rupert Buxton.
Los dos se hicieron amigos inseparables, pasando tiempo en la universidad y de vacaciones juntos. Buxton también era poeta y tenía interés en la actuación. Buxton fue uno de los pocos amigos de Davies con quien Barrie informó que se llevaba bien. 
En una entrevista grabada en 1976, el político conservador Robert Boothby, que había sido un amigo cercano de Davies en Eton y Oxford, habló sobre las relaciones de Davies durante este tiempo. Cuando se le preguntó si Davies era homosexual, Boothby, de quien los periódicos informaron que había tenido relaciones homosexuales cuando era adulto, respondió que era "una fase ... creo que podría haber salido de ella". Boothby también dijo: "No creo que Michael tuviera novias, pero nuestra amistad no era homosexual. Creo que fue, fugazmente, entre él y Senhouse". (Roger Senhouse era amigo de Davies tanto en Eton como en Oxford). Boothby informó que había desalentado la relación de Davies con Buxton, advirtiendo sobre "un sentimiento de fatalidad" que tenía sobre él. Aunque Boothby criticó la relación entre Davies y su padre sustituto Barrie como "mórbida" e "insalubre", rechazó la noción de que tuviera un aspecto sexual. Sin embargo, admitió que había habido una relación sexual entre Davies y Buxton.

## Muerte
Poco antes del cumpleaños número 21 de Davies, él y Buxton se ahogaron juntos en Sandford Lasher, un estanque aguas abajo de una presa cerca de Sandford Lock en el río Támesis, a pocos kilómetros de Oxford.
La cercanía de Davies y Buxton, combinada con las circunstancias inciertas de sus muertes, llevó a especular que la pareja había muerto en un pacto de suicidio. Las corrientes peligrosas en Sandford Lasher habían hecho que la laguna fuera notoria como un peligro de ahogamiento: había señales de advertencia y un notable monumento conmemorativo del siglo XIX para las víctimas anteriores. A pesar de esto, la pareja había ido a nadar allí antes.
El agua tenía una profundidad de 6 a 9 metros, pero estaba tranquila. Buxton era un buen nadador, pero Davies tenía miedo al agua y no sabía nadar con habilidad. Un testigo en la investigación del forense informó que un hombre estaba nadando para unirse al otro, que estaba sentado en una piedra en el dique, pero experimentó "dificultades" y el otro se zambulló para alcanzarlo. Sin embargo, el testigo también informó que, cuando vio sus cabezas juntas en el agua, no parecían estar luchando. Sus cuerpos fueron recuperados "agarrados" al día siguiente (a veces mal informado más tarde como "atados"). La conclusión del forense fue que Davies se había ahogado accidentalmente, y Buxton se había ahogado tratando de salvarlo.
Para el creador de Peter Pan y padre adoptivo de Davies, Barrie, fue devastador. Escribió un año después que la muerte de Davies "fue en cierto modo mi fin".
Los hermanos de Davies, Peter y Nico, reconocieron el suicidio como una posible explicación, al igual que Barrie. Aunque Boothby, en 1976, describió a Buxton como alguien que tenía "una veta casi suicida", no tomó una postura definitiva sobre si Buxton había muerto tratando de salvar a Davies y/o impulsivamente se unió a él al hundirse, o si de hecho habían muerto como resultado de un pacto suicida.